# 校讐通義
『校讐通義』（こうしゅう つうぎ）は、中国・清朝の考証学者である章学誠（1738年 - 1801年）が著わした、校讐学に関する文献である。もと4巻であったが、現存するのは3巻（盗難で1巻が亡失したため）。乾隆44年（1779年）の成立。

## 概要
章学誠の提唱した「校讐学」は、目録学や書誌学に近似した学問分野である。但し、章学誠が強調するのは、単に書物を羅列して分類を施すのみならず、その書物の源流や系統を見極めて行わなければならない、とする点である。よって、その分類は、それ自体が一個の述作たらなければならない、とする。このように、古典典籍の研究と、その結果としての分類について、それが如何にあるべきかということを、理論的に述作したのが、本書である。
本書は、『文史通義』と共に、章学誠の主要な著作の一つとされている。